# Самарського отділення совхоза
Сама́рського отді́лення совхо́за (рос. Самарского отделения совхоза, башк. Совхоздың Һамар бүлексәһе) — присілок (у минулому селище) у складі Абзеліловського району Башкортостану, Росія. Входить до складу Краснобашкирської сільської ради.
Населення — 510 осіб (2010; 483 в 2002).
Національний склад:
- башкири — 76%